# 11–13 College Street

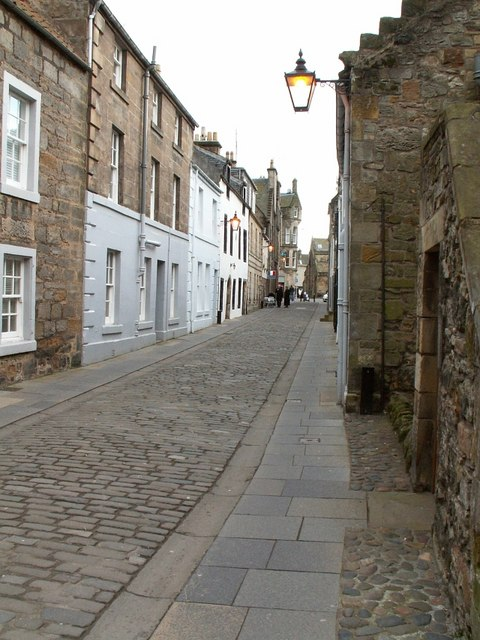
Blick in die College Street. 11–13 College Street ist das vierte Gebäude auf der linken Seite.

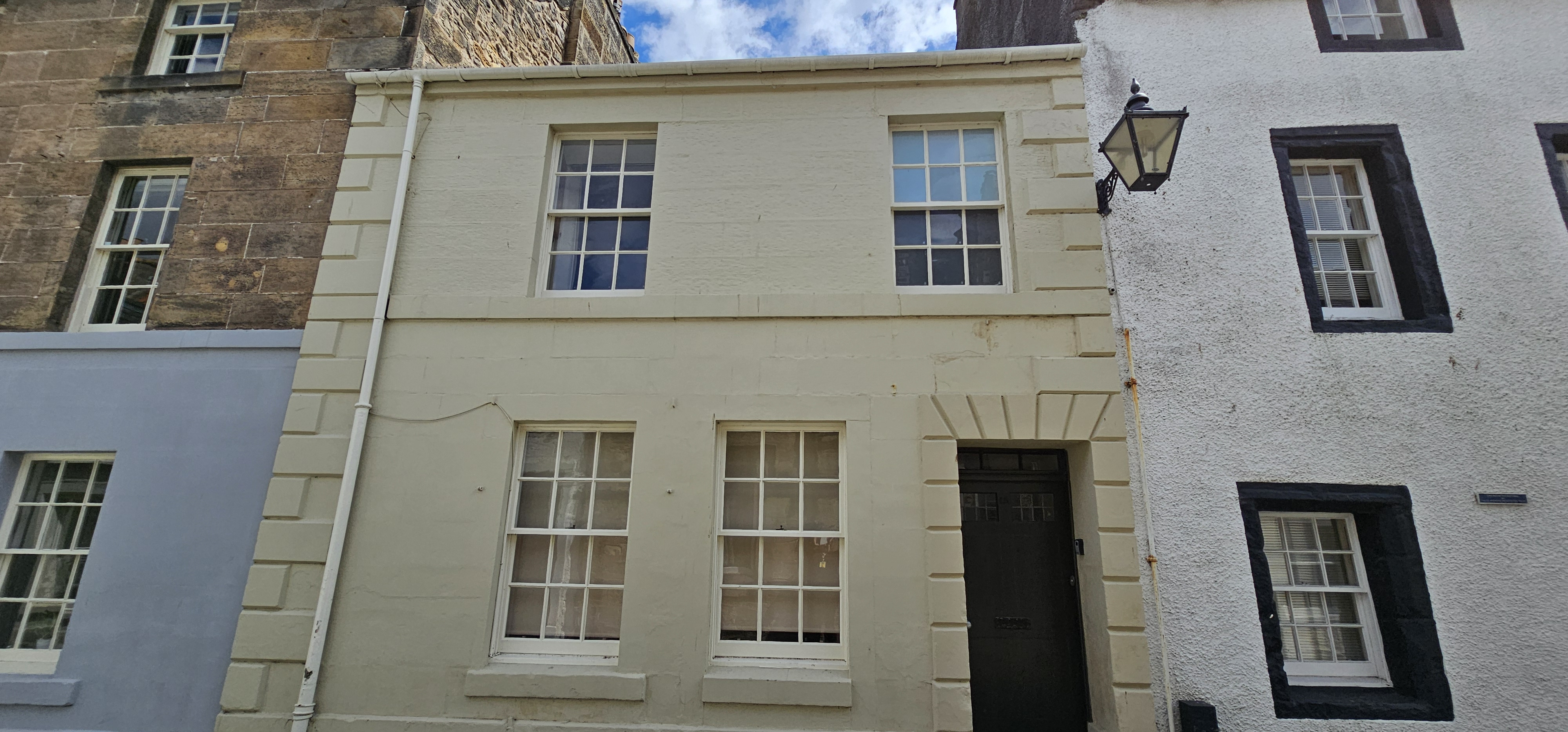
In der rechten Bildhälfte sind Teile der Hauptfassade zu sehen.

Unter der Adresse 11–13 College Street in der schottischen Stadt St Andrews in der Council Area Fife befindet sich ein Wohngebäude. 1971 wurde das Bauwerk als Einzeldenkmal in die schottischen Denkmallisten in der höchsten Denkmalkategorie A aufgenommen.

## Geschichte
Die ältesten Fragmente des Wohngebäudes wurden vermutlich um 1530 erbaut. Um 1560 entstand ein rückwärtiger Anbau. Im Zuge einer Renovierung im Jahre 1970 wurden stark beschädigte Fragmente rundbogiger Fensterabschlüsse entdeckt.

## Beschreibung
Das zweistöckige Wohngebäude mit L-förmigem Grundriss steht an der Ostseite der schmalen College Street im historischen Zentrum St Andrews’ unweit der St Salvator’s Chapel und der Universität St Andrews. Im Erdgeschoss führt neben der rundbogigen Eingangstüre ein Durchgang auf den rückwärtigen Hof. Im Obergeschoss sind vier längliche Fenster gleichmäßig angeordnet, während es im Erdgeschoss drei sind. Die Fassaden sind mit Harl verputzt. Von dem Dach ragen zwei geschwungene Gauben auf.